# GamesRadar+
GamesRadar+是一個多格式的電子遊戲網站，其內容主要為普通電子遊戲新聞、預看、遊戲回顧、影片和攻略。這個網站的擁有者為Future plc，並且同時於英美兩國運作。這個網站亦和另一個電子遊戲網站CheatPlanet 結盟。GamesRadar每月共有約325萬次非重複IP地址用戶瀏覽。
GamesRadar+前身是世界最早的遊戲雜誌《电脑与电子游戏》。